# Paul Adam (major)
Paul Adam (Saarbrücken, 23 de março de 1892 — Saarbrücken, 1 de dezembro de 1969) foi um oficial alemão que serviu na Heer durante a Segunda Guerra Mundial. Foi condecorado com a Cruz de Cavaleiro da Cruz de Ferro.

## Carreira

### Patentes
| Vice-Feldwebel             | 1 de junho de 1915     |
| Leutnant der Reserve       | 1 de fevereiro de 1916 |
| Oberleutnant der Reserve   | 1 de julho de 1936     |
| Hauptmann der Reserve      | 1 de junho de 1938     |
| Major der Reserve          | 1 de maio de 1941      |
| Oberstleutnant der Reserve | 1 de agosto de 1943    |
| Oberst i.G. der Reserve    | 1 de fevereiro de 1944 |

### Condecorações
| Cruz de Ferro 2ª Classe (1914)            | 3 de fevereiro de 1915 |
| Cruz de Ferro 1ª Classe (1914)            | 15 de abril de 1918    |
| Cruz de Honra da Guerra Mundial 1914/1918 | 29 de dezembro de 1934 |
| Cruz de Ferro 2ª Classe (1939)            | 26 de setembro de 1939 |
| Cruz de Ferro 1ª Classe (1939)            | 20 de julho de 1940    |
| Distintivo de feridos em Preto            | 5 de julho de 1940     |
| Distintivo de feridos em Prata            | 14 de outubro de 1944  |
| Allgemeines Sturmabzeichen                | 17 de janeiro de 1942  |
| Reichsportabzeichen in Silber             | ???                    |
| Ehrenkreuz für Frontkämpfer               | 29 de dezembro de 1934 |
| Cruz de Cavaleiro da Cruz de Ferro        | 18 de abril de 1943    |
| Ärmelband "Kurland"                       | 5 de maio de 1945      |